# منتخب تشيلي لكرة السلة للسيدات
منتخب تشيلي الوطني لكرة السلة للسيدات هو المنتخب الذي يمثل تشيلي في منافسات كرة السلة الدولية للنساء، والذي يقوم إتحاد تشيلي لكرة السلة بإدارة شؤونه، أفضل إنجازاته هو تحقيقه لمركز الوصيف في كأس العالم لكرة السلة للنساء.

## وصلات خارجية
- موقع فيبا أمريكا فرع تشيلي